# تاكاشي فوروكاوا
تاكاشي فوروكاوا (باليابانية: 古川 隆志) (28 أكتوبر 1981 في ساغا في اليابان – )؛ هو لاعب كرة قدم ياباني سابق كان يلعب كلاعب وسط.

## وصلات خارجية
- تاكاشي فوروكاوا على موقع رابطة كرة القدم اليابانية للمحترفين (اليابانية)